# Alban Placines

a Compétitions nationales et continentales officielles uniquement.

b Matchs officiels uniquement.
Dernière mise à jour le 1er août 2025.
Alban Placines, né le 23 avril 1993 à Biarritz, est un joueur français de rugby à XV jouant au poste de troisième ligne aile.
Il remporte, avec le Stade toulousain, le Championnat de France en 2019, 2021, 2023, 2024 et 2025 et la Coupe d'Europe 2021.

## Biographie

### Jeunesse et formation
Né à Biarritz, Alban Placines est issu d’une famille de rugbymen, ses deux parents, son frère et sa sœur jouaient au rugby. Il commence le rugby à l'US Coarraze Nay avant de quitter ce club en 2003 pour rejoindre la Section paloise. Il reste dans le Béarn jusqu'en 2010, puis retourne dans le pays basque pour rejoindre le centre de formation de l'Aviron bayonnais avant retourner dans sa ville de naissance jouer au Biarritz olympique, où ses parents ont créé la section féminine du club.
En 2012, il est sélectionné en équipe de France des moins de 20 ans pour participer au Tournoi des Six Nations des moins de 20 ans, durant lequel il joue trois matchs et marque un essai. L'année suivante, en 2013, il participe au Championnat du monde junior avec les moins de 20 ans et joue quatre matchs et les Bleuets terminent à la cinquième place.

### Débuts professionnels à Biarritz (2013-2018)
Alban Placines joue le premier match professionnel de sa carrière le 14 septembre 2013, à l'âge de 20 ans, à l'occasion de la sixième journée de Top 14 de la saison 2013-2014, durant laquelle le Biarritz olympique affronte le Stade toulousain. Durant cette rencontre, il entre en jeu à la place de Benoît Guyot à la 57e minute, mais son équipe est battue sur le score de 31 à 7. Pour sa première saison, il ne joue que quatre matchs, deux en championnat et deux en Challenge européen, sans aucune titularisation et le BO est relégué en Pro D2 après avoir terminé à la quatorzième et dernière place du classement général.
La saison suivante, en 2014-2015, il commence à gagner du temps de jeu, connaît ses première titularisations et marque le premier essai de sa carrière lors de la cinquième journée de Pro D2 contre Tarbes. Il joue au total 20 matchs dont 14 en tant que titulaire et marque 3 essais.
Alban Placines gagne de plus en plus en importance dans son équipe, jusqu'en août 2017, où il est nommé capitaine de son club formateur à seulement 24 ans pour le premier match de la saison 2017-2018 de Pro D2 contre Mont-de-Marsan,. Il est le capitaine du BO durant toute la saison, sa dernière au club, joue 19 matchs et marque 6 essais.
À l'issue de cette saison, il est sélectionné avec les Baby Barbarians, une équipe qui regroupe les meilleurs joueurs français de Pro D2, pour affronter la Géorgie en mai 2018. Dans un match très serré de bout en bout, les Baby Babaas s'inclinent 16 à 15 à Tbilissi.

### Stade toulousain (depuis 2018)

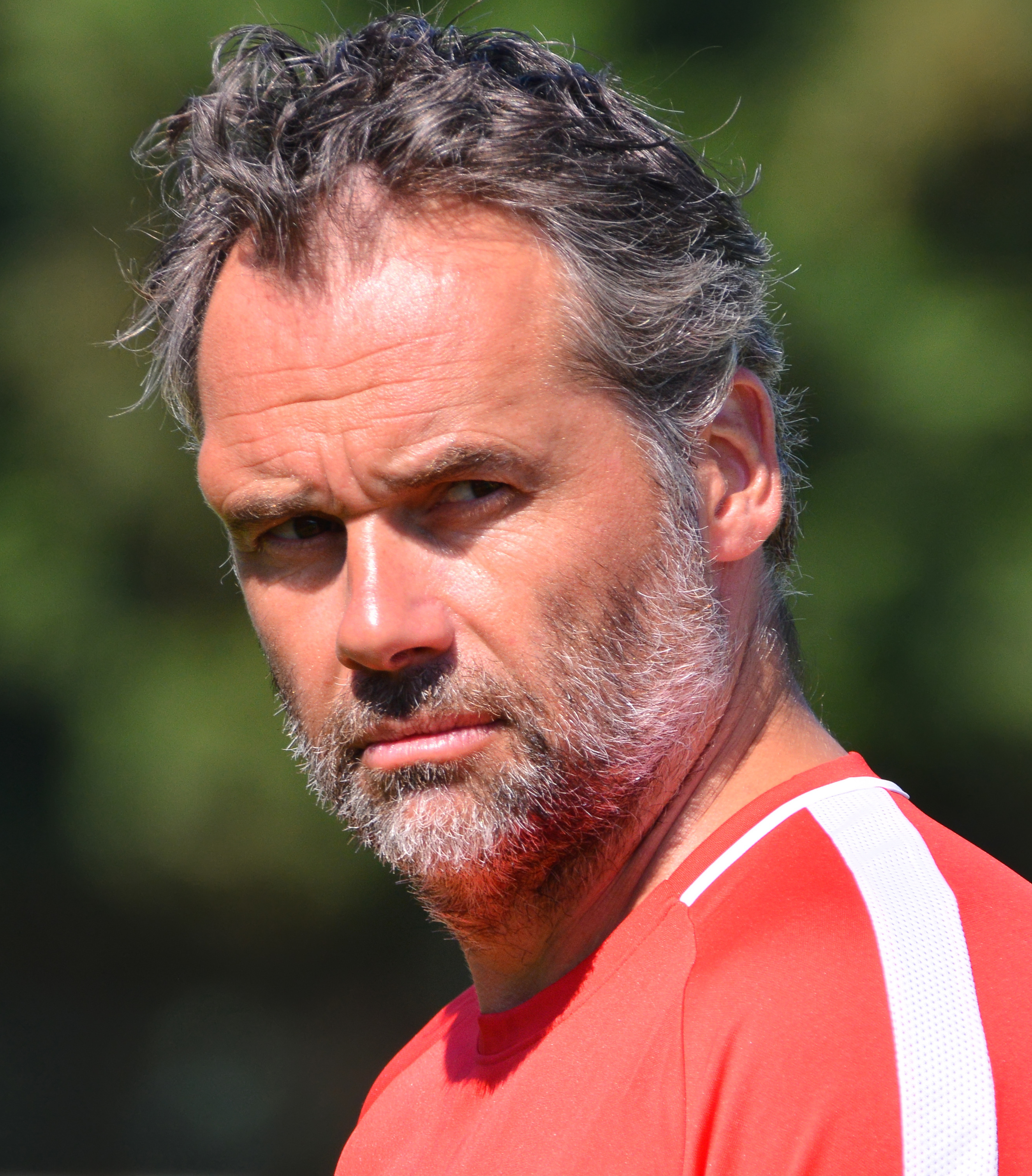
Ugo Mola, ici en 2018, est l'entraîneur d'Alban Placines depuis 2018.

#### Champion de France en 2019
Le 5 janvier 2018, alors qu'il était courtisé par le RC Toulon, le Stade toulousain annonce sa signature pour trois saisons à partir de 2018-2019. Il arrive pour remplacer Talalelei Gray, parti au Stade français. Il joue son premier match avec son nouveau club lors de la deuxième journée de Top 14, contre Grenoble, où il est titulaire et son équipe s'impose 20 à 23. Il joue 19 matchs dans la saison, dont 10 titularisations et marque un essai. Le Stade toulousain réalise une grande saison et se qualifie en finale du championnat de France. En juin 2019, il remporte son premier titre professionnel avec le Stade toulousain qui s'impose en finale du Top 14 face à Clermont (24-18). Cependant, Alban Placines ne prend pas part à cette finale ni aux autres matchs de phases finales, à cause notamment de la forte concurrence à son poste. Il est devancé par François Cros, Rynhardt Elstadt, Jerome Kaino, Selevasio Tolofua et Piula Faasalele. 
La saison suivante, en 2019-2020, il joue 13 matchs, marque 2 essais et prolonge son contrat jusqu'en 2023, avant l'arrêt prématuré des compétitions lié à la pandémie de Covid-19. À cette période, il fait partie d'une liste de 75 joueurs à fort potentiel suivis par Fabien Galthié, le sélectionneur de l'équipe de France, afin de préparer le Tournoi des Six Nations 2020.

#### Champion d'Europe et de France en 2021
Durant la saison 2020-2021, Alban Placines continue de monter en puissance et d'avoir du temps de jeu malgré une forte concurrence au poste de troisième ligne aile où jouent notamment Cros, Elstadt, Antoine Miquel et Louis-Benoît Madaule,. Il participe à tous les matchs des phases finales de la Coupe d'Europe et élimine le Munster, puis Clermont, l'Union Bordeaux Bègles en demi-finale et atteint la finale de la compétition. En finale, contre le Stade rochelais, il n'est cependant pas retenu dans le groupe à cause d'une fracture du radius subie lors de la demi-finale,. Les Toulousains s'imposent 22 à 17 et remportent leur cinquième titre dans la compétition,. Cette blessure le prive également des phases finales de championnat, alors qu'il a joué 18 matchs dans la compétitions dont 12 en tant que titulaire et marqué trois essais. Le Stade toulousain se qualifie en finale du Top 14. En finale, pour la seconde fois face au Stade rochelais, Toulouse s'impose une fois de plus, sur le score de 18 à 8 et Alban Placines remporte son deuxième titre de la saison. Cette saison 2020-2021, Alban Placines réalise peut-être sa meilleure saison avec le Stade toulousain et est l'une des révélations en Top 14.

#### Un joueur important du club
En 2021-2022, durant la période de doublons durant laquelle les internationaux partis au Tournoi des Six Nations sont absents, Alban Placines devient le capitaine du Stade toulousain pour cette période. Il joue au total 17 matchs toutes compétitions confondues marquant un essai. Toulouse s'incline en demi-finale dans les deux compétitions contre le Leinster Rugby à Dublin en Coupe d'Europe, puis contre le Castres olympique à Nice en Top 14 où il est remplaçant.
Pour la saison 2022-2023, Alban Placines reste un joueur important de l'effectif toulousain. Cela se confirme lorsqu'en janvier 2023, il prolonge de nouveau son contrat jusqu'en 2025 et qu'on lui confie le brassard de capitaine durant la période de doublons. Cette saison, son club se qualifie jusqu'en demi-finale de la Champions Cup, avant d'être éliminé une fois de plus aux portes de la finale par le Leinster, une défaite 41 à 22,. Toutefois, en championnat, les Toulousains terminent à la première place de la saison régulière, se qualifiant donc en demi-finale où ils battent largement le Racing 92 sur le score de 41 à 14 et retrouvent donc le Stade rochelais en finale, comme en 2021,. En finale comme en demi-finale, il entre en jeu en seconde période. Dans un match très serré, Toulouse s'impose en fin de match et l'emporte 29 à 26,. Alban Placines remporte donc le Bouclier de Brennus pour la troisième fois de sa carrière.
A l'issue de la saison 2024-2025, il retourne au Biarritz olympique.

## Statistiques

### En club
| Saison                   | Club                     | Championnat    | Championnat | Championnat | Coupe d'Europe                         | Coupe d'Europe                         | Coupe d'Europe                         |
| Saison                   | Club                     | Compétition    | Matchs      | Essais      | Compétition                            | Matchs                                 | Essais                                 |
| ------------------------ | ------------------------ | -------------- | ----------- | ----------- | -------------------------------------- | -------------------------------------- | -------------------------------------- |
| 2013-2014                | Biarritz olympique       | Top 14         | 2           | -           | Challenge européen                     | 2                                      | -                                      |
| 2014-2015                | Biarritz olympique       | Pro D2         | 20          | 3           | Pas de qualification en Coupe d'Europe | Pas de qualification en Coupe d'Europe | Pas de qualification en Coupe d'Europe |
| 2015-2016                | Biarritz olympique       | Pro D2         | 23          | 3           | Pas de qualification en Coupe d'Europe | Pas de qualification en Coupe d'Europe | Pas de qualification en Coupe d'Europe |
| 2016-2017                | Biarritz olympique       | Pro D2         | 14          | 3           | Pas de qualification en Coupe d'Europe | Pas de qualification en Coupe d'Europe | Pas de qualification en Coupe d'Europe |
| 2017-2018                | Biarritz olympique       | Pro D2         | 19          | 6           | Pas de qualification en Coupe d'Europe | Pas de qualification en Coupe d'Europe | Pas de qualification en Coupe d'Europe |
| Total Biarritz Olympique | Total Biarritz Olympique | Top 14/ Pro D2 | 78          | 15          | Coupes d'Europe                        | 2                                      | 0                                      |
| 2018-2019                | Stade toulousain         | Top 14         | 19          | 1           | Coupe d'Europe                         | 3                                      | -                                      |
| 2019-2020                | Stade toulousain         | Top 14         | 8           | 1           | Coupe d'Europe                         | 5                                      | 1                                      |
| 2020-2021                | Stade toulousain         | Top 14         | 18          | 3           | Coupe d'Europe                         | 4                                      | -                                      |
| 2021-2022                | Stade toulousain         | Top 14         | 19          | 1           | Coupe d'Europe                         | 2                                      | -                                      |
| 2022-2023                | Stade toulousain         | Top 14         | 17          | 1           | Champions Cup                          | 5                                      | -                                      |
| Total Stade toulousain   | Total Stade toulousain   | Top 14         | 81          | 7           | Coupes d'Europe                        | 19                                     | 1                                      |
| Total                    | Total                    | Total          | 159         | 22          | Coupes d'Europe                        | 21                                     | 1                                      |

### Internationales

#### Équipe de France des moins de 20 ans
Alban Placines dispute 7 matchs avec l'équipe de France des moins de 20 ans en deux saisons, prenant part à une édition du Tournoi des Six Nations (2012) et à une édition du Championnat du monde junior (2013). Il inscrit un essai lors du Tournoi des Six Nations des moins de 20 ans.

## Palmarès
- Stade toulousain
  - Vainqueur du Championnat de France en 2019[N 1], 2021[N 1], 2023, 2024[N 1] et 2025[N 1]